# برايان ماتشوكا
برايان ماتشوكا (بالإسبانية: Brian Machuca)‏ هو لاعب كرة قدم أرجنتيني في مركز الدفاع، ولد في 18 مارس 1995 في الأرجنتين. لعب مع Club Social y Deportivo Liniers ‏.

## وصلات خارجية
- برايان ماتشوكا على موقع قاعدة بيانات كرة القدم.إي يو (الإنجليزية)
- برايان ماتشوكا على موقع Soccerway.com (الإنجليزية)